# Acacia donaldsonii
Acacia donaldsonii — вид квіткових рослин з родини бобових. Ареал: Австралія (Західна Австралія).

## Середовище проживання
Вид зазвичай розташований на солончакових кам'янистих рівнинах, поблизу солоних озер і піщаних рівнин; на глинистих, гравійних і піщаних ґрунтах. Він має розсіяне поширення як частини низькорослих відкритих чагарників з різними видами Atriplex і Maireana.

## Біоморфологічна характеристика
Це кущ або вузлувате дерево зазвичай досягає висоти від 1,5 до 5 метрів і має пухнасті гілочки, порізані піднятими виступами стебла. Вічнозелені філодії прямі або неглибоко вигнуті, у довжину від 6 до 14,5 см, у діаметрі від 1,5 до 2,5 мм; жилки неясні. Під час цвітіння він утворює прості суцвіття групами з двох або більше в пазухах, сферичні головки мають діаметр від 4 до 5 мм і містять від 30 до 56 квіток золотистого кольору. Стручки, які утворюються після цвітіння, нагадують нитку намистин, є лінійними та вигнутими та розриваються, коли висихають і стають більш скрученими. Голий стручок досягає 14 см в довжину і 6–10 мм в ширину. Насіння тьмяно-коричневого кольору має від еліптичної до видовжено-еліптичної форми й довжину від 6 до 9 мм.